# Palácio do Conde dos Arcos (Rio de Janeiro)
O Palácio do Conde dos Arcos é um edifício situado na cidade do Rio de Janeiro nas imediações do Campo de Santana, construído em 1819 para ser a residência de Marcos de Noronha e Brito, o Conde dos Arcos, último vice-rei do Brasil. Prédio onde fora instalado o Senado brasileiro e atualmente abriga a Faculdade Nacional de Direito da UFRJ.

## Solar Conde dos Arcos

Juramento da Princesa Isabel, 1875, de Victor Meirelles. Interior do Palácio do Conde dos Arcos.

O palácio foi erguido no terreno onde originalmente era situada a casa de propriedade de Anacleto Elias da Fonseca, homem próspero do fim do período colonial, e cedido ao Conde dos Arcos quando este foi obrigado a desocupar o então Palácio do Governo em função da chegada da Família Real Portuguesa ao Brasil em 1808.
Situava-se esta casa defronte a então despovoada praça da Aclamação — nome dado ao Campo de Santana na ocasião — nas esquinas da Rua do Areal, também conhecida como Rua das Boas Pernas e atual rua Moncorvo Filho — com área de terreno que se estendia até a Rua das Flores, atualmente General Caldwell, antiga Chácara do Cônego José da Costa Fonseca.
Dom Marcos de Noronha e Brito morou aí até 1810, quando foi ocupar o cargo de governador da Bahia. Em 1817 deixa o governo da Bahia para assumir na corte o cargo de ministro da Marinha e Ultramar. Em agradecimento, a classe dominante baiana decide agraciar o ministro oferecendo uma casa nobre na corte. Decidem comprar de Anacleto Elias da Fonseca a mesma propriedade em que o Conde dos Arcos havia morado, para ali ser erguido em 1819 o Solar do Conde dos Arcos.

## Senado da Câmara da Cidade do Rio de Janeiro
Sob a regência do príncipe Dom Pedro, motivos políticos fizeram com que Dom Marcos de Noronha voltasse para Portugal, quando então a ideia de se aproveitar a imponente construção para instalação condigna dos parlamentares começa a ser estudada. A sede do Senado da Câmara Municipal da Cidade do Rio de Janeiro é transferida da Casa da Câmara e Cadeia e passa funcionar no Solar Conde dos Arcos.
Por iniciativa de Estêvão Ribeiro de Resende e José Joaquim Nabuco de Araújo, foi então providenciada a compra do palácio e feitas as adaptações necessárias para que nele se instalasse a Casa dos Senadores, logo depois designada Senado Imperial, casa legislativa criada com a Constituição de 1824. Com a Proclamação da República e com a Constituição de 1891 passa a abrigar o Senado Federal.

## Transferência do Senado Federal

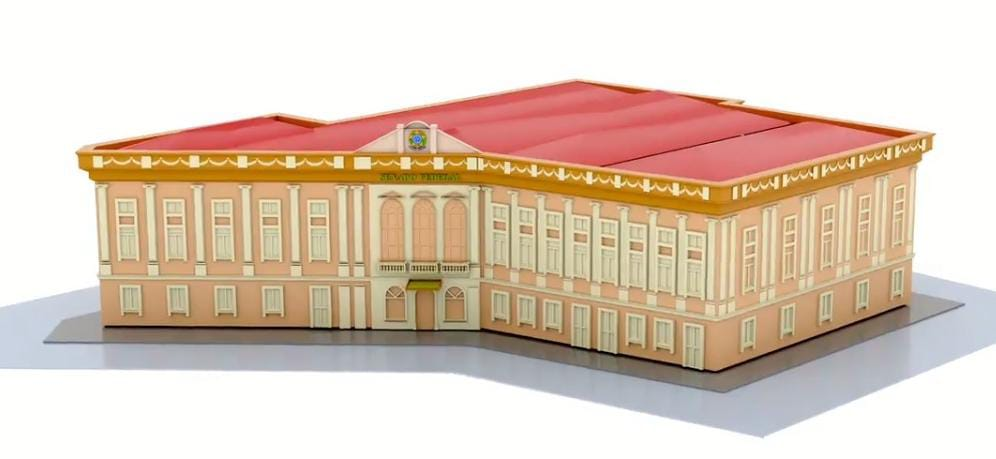
Maquete digital do Palácio Conde dos Arcos (Agência Senado).

Proclamada a República, a construção manteve o posto de sede oficial do Senado do Brasil até 1925, quando então a câmara alta da República se transferiu para o Palácio Monroe, inaugurado em 1906 na Avenida Central, atual Avenida Rio Branco. Após a transferência, o Palácio do Conde dos Arcos foi ocupado por diversas repartições públicas, até se tornar sede da Faculdade de Direito da Universidade Federal do Rio de Janeiro, função que exerce até os dias de hoje.